# Archibald Acheson, II conte di Gosford
Archibald Acheson, II conte di Gosford (Markethill, 1º agosto 1776 – 27 marzo 1849), è stato un politico irlandese.

## Biografia
Era il figlio di Arthur Acheson, I conte di Gosford, e di sua moglie, Millicent Pole.

## Carriera
Acheson sedette alla Camera dei Comuni irlandese per la contea di Armagh dal 1798 fino all'Atto di Unione nel 1801, quando l'Irlanda divenne parte del Regno Unito. Successivamente, fu membro della Camera dei Comuni britannica dove rappresentò Armagh fino al 1807, quando successe ai titoli irlandesi di suo padre come Conte di Gosford. Entrò nella Camera dei Lord nel 1811 dopo essere stato eletto un pari rappresentante irlandese.
Nel 1831 fu nominato primo Lord luogotenente di Armagh, essendo stato precedentemente Governatore di Armagh dal 1805. La nuova posizione incorporava la carica di Custos Rotulorum della Contea di Armagh, che già ricopriva. Fu creato barone Worlingham tra i pari del Regno Unito nel 1835 e divenne così un membro della Camera dei Lord del Regno Unito a pieno titolo. Incaricò Thomas Hopper (1776-1856) di progettare una nuova casa, il Castello di Gosford nella sua tenuta di Gosford. La casa non sarebbe stata completata fino a dopo la sua morte.
Nel 1835 divenne Governatore generale del Nord America britannico (anche Luogotenente Governatore del Canada Inferiore) e commissario della Commissione Reale per l'Indagine su tutte le Rimostranze che interessano i sudditi di Sua Maestà del Canada Inferiore. Fu incaricato di placare i riformisti, guidati da Louis-Joseph Papineau, senza dare loro alcun potere reale. Gosford tentò di prendere le distanze dal suo predecessore, Lord Aylmer, che aveva esacerbato l'ostilità dei franco-canadesi nei confronti dell'amministrazione britannica. Gosford ha istituito ufficialmente la diocesi di Montréal nel 1836, sebbene fosse stato creato ufficiosamente pochi anni prima. Nell'agosto di quell'anno Gosford sciolse l'Assemblea legislativa quando si rifiutarono di approvare il suo bilancio.
A novembre, Lord Gosford venne a sapere della pianificata ribellione del Basso Canada e fece arrestare molti dei seguaci di Papineau, sebbene Papineau stesso fosse fuggito negli Stati Uniti. Il mese successivo, emise una ricompensa per la cattura di Papineau e dichiarò la legge marziale nel Basso Canada. Lord Gosford si dimise nel novembre 1837 e tornò in Gran Bretagna l'anno successivo. Il suo eventuale successore, Lord Durham, attuò l'Union Act nel 1840 (che univa il Basso e l'Alto Canada, contro il quale Lord Gosford si era opposto senza successo).

## Matrimonio
Sposò, il 20 luglio 1805 a Londra, Mary Sparrow (14 aprile 1777-30 giugno 1841), figlia di Robert Sparrow. Ebbero tre figli:
- Archibald Acheson, III conte di Gosford (20 agosto 1806-15 giugno 1864);
- Lady Mary Acheson (27 giugno 1809-13 marzo 1850), sposò James Hewitt , IV visconte Lifford, ebbero otto figli;
- Lady Millicent French Acheson (1812-29 agosto 1887), sposò Henry Bence-Jones, ebbero sette figli.

## Morte
Morì il 27 marzo 1849.
Si ritiene che la città di Gosford nel Nuovo Galles del Sud, in Australia, abbia preso il suo nome, poiché il governatore ha servito con lui in Canada.